# Leichtgesinnte Flattergeister
Leichtgesinnte Flattergeister (BWV 181) ist eine Kirchenkantate von Johann Sebastian Bach. Er komponierte sie in Leipzig für den Sonntag Sexagesimae und führte sie am 13. Februar 1724 erstmals auf.

## Geschichte und Worte
Bach schrieb die Kantate in seinem ersten Amtsjahr in Leipzig für den Sonntag Sexagesimae, den zweiten Sonntag vor Aschermittwoch. Er hatte für den Anlass bereits für den Hof in Eisenach die Kantate Gleichwie der Regen und Schnee vom Himmel fällt komponiert. Es scheint wahrscheinlich, dass 1724 beide Werke im Gottesdienst aufgeführt wurden, eins vor, eins nach der Predigt. Die vorgeschriebenen Lesungen waren 2 Kor 11,19  – 2 Kor 12,9 , „Gott ist in den Schwachen mächtig“, und Lk 8,4–15 , das Gleichnis vom vierfachen Ackerfeld. Der Kantatentext eines unbekannten Dichters lehnt sich eng an das Evangelium an. Die Hindernisse für das Aufgehen der Saat, Felsen und Dornen, werden durch weitere Bibelstellen ergänzt, zum Beispiel einen Hinweis auf Mose, der Wasser aus dem Felsen schlägt, (Ex 17,6 ) und auf den Fels vor dem Grab Jesu.(Mt 28,2 ). Die Kantate wird nicht durch einen Choral abgeschlossen, sondern durch einen Chorsatz, ein Gebet darum, dass das Wort Gottes in uns auf fruchtbaren Boden fallen möge.
Bach führte die Kantate am 13. Februar 1724 erstmals auf. Er führte sie mindestens ein weiteres Mal zwischen 1743 und 1746 auf. Dann erst fügte er zwei Holzbläserstimmen hinzu.

## Besetzung und Aufbau
Die Kantate ist besetzt mit vier Vokalsolisten, Sopran, Alt, Tenor, Bass, vierstimmigem Chor, Trompete, zwei Violinen, Viola und Basso continuo. In einer späteren Fassung ergänzte Bach Stimmen für Flauto traverso und Oboe.

## Musik
Die Kantate besteht aus fünf Sätzen, zweimal einer Folge von Arie und Rezitativ, beschlossen durch einen Chorsatz. Eine solche Abfolge, die auf einen krönenden Chor zusteuert, ist typisch für weltliche Kantaten. Sehr wahrscheinlich beruht der Chor auf einem weltlichen Vorbild aus der Köthener Zeit, möglicherweise sind auch andere Sätze Parodien von unbekannter weltlicher Musik. Die Stimmen für Flöte und Oboe fügte Bach erst bei einer späteren Aufführung hinzu. Ein charakteristisches Motiv in staccato-Sprüngen beherrscht den ersten Satz. Es wird von den Instrumenten vorgestellt und dann von der Stimme übernommen. Es illustriert die Flattergeister, sowohl die Vögel, von denen das Evangelium spricht, als auch die leichtfertigen Menschen. Der zweite Teil erwähnt Belial, dessen böses Eingreifen in der Literatur oft erwähnt wird, zum Beispiel in Miltons Paradise Lost. Beide Teile der Arie werden wiederholt, bereits nach vier Takten einer vermeintlichen Reprise beginnt eine abgewandelte Wiederholung des zweiten Teils. Das folgende Rezitativ betont den Text „Es werden Felsenherzen … ihr eigen Heil verscherzen“ als Arioso. Das Bild des zerbrechenden Felsens wird durch eine unregelmäßig abwärts führende Passage im continuo dargestellt. Der Tenor-Arie fehlt wahrscheinlich die Stimme für eine obligate Violine. Der letzte Satz, den die Trompete dominiert, strahlt nach Alfred Dürr „fröhliche Unkompliziertheit“ aus. Sein Mittelteil ist ein Duett von Sopran und Alt.

## Einspielungen
LP / CD
- Die Bach Kantate Vol. 27. Helmuth Rilling, Gächinger Kantorei, Bach-Collegium Stuttgart, Arleen Augér, Gabriele Schnaut (No. 2), Gabriele Schreckenbach, Kurt Equiluz, Niklaus Tüller. Hänssler, 1982.
- J. S. Bach: Das Kantatenwerk – Sacred Cantatas Vol. 9. Gustav Leonhardt, Knabenchor Hannover, Collegium Vocale Gent, Leonhardt-Consort, Solist des Knabenchor Hannover, Paul Esswood, Kurt Equiluz, Max van Egmond. Teldec, 1988.
- J. S. Bach: Complete Cantatas Vol. 7. Ton Koopman, Amsterdam Baroque Orchestra & Choir, Lisa Larsson, Elisabeth von Magnus, Gerd Türk, Klaus Mertens. Antoine Marchand, 1997.
- Bach Cantatas Vol. 20: Naarden / Southwell / For Septuagesima / For Sexagesima. John Eliot Gardiner, Monteverdi Choir, English Baroque Soloists, Angharad Gruffydd Jones, Robin Tyson, James Gilchrist, Stephan Loges. Archiv Produktion, 2000.
- Bach Edition Vol. 5 – Cantatas Vol. 2. Pieter Jan Leusink, Holland Boys Choir, Netherlands Bach Collegium, Marjon Strijk, Sytse Buwalda, Nico van der Meel, Bas Ramselaar. Brilliant Classics, 1999.
- J. S. Bach: Cantatas Vol. 17 – Cantatas from Leipzig 1724. Masaaki Suzuki, Bach Collegium Japan, Yukari Nonoshita, Robin Blaze, Gerd Türk, Peter Kooij. BIS, 2001.

DVD
- Leichtgesinnte Flattergeister. Kantate BWV 181. Rudolf Lutz (Leitung und Cembalo), Orchester der J. S. Bach-Stiftung, Miriam Feuersinger, Alex Potter, Julius Pfeiffer, Klaus Mertens. Samt Einführungsworkshop sowie Reflexion von Hildegard Elisabeth Keller. Gallus Media, 2015.[4]